# Trattato di Barcellona (1529)
Il trattato di Barcellona è l'accordo di pace stipulato tra il papa Clemente VII e l'imperatore Carlo V d'Asburgo il 29 giugno 1529, nella città spagnola da cui prende nome, in conclusione della guerra che vedeva contrapposti gli Asburgo alla Lega di Cognac.

## Condizioni di pace
Nel maggio 1527 Roma era stata saccheggiata dai lanzichenecchi inviati da Carlo V e il Papa si era dovuto rifugiare in Castel Sant'Angelo praticamente ostaggio delle forze imperiali. Pochi giorni dopo la sconfitta di Landriano del 21 giugno 1529 Clemente VII accondiscendeva a cedere all'Impero la supremazia sull'Italia.
Tra i punti concordati ci furono:
- La restituzione della Signoria di Firenze alla famiglia Medici, cui il Papa apparteneva. A tal proposito venne promessa in sposa ad Alessandro de' Medici, nipote del papa ma secondo alcuni figlio dello stesso, la figlia naturale di Carlo V, Margherita d'Austria[1].
- La restituzione allo Stato Pontificio di Cervia e Ravenna, occupate da Venezia, e di Modena e Reggio Emilia, occupate da Ferrara.
- La reintegrazione al Ducato di Milano di Francesco II Sforza.
- La conferma dei diritti dello Stato Pontificio su Ferrara.
- La conferma dei diritti dell'impero sullo stato milanese.

L'Imperatore si impegnava altresì contro i protestanti, a fronte dell'appoggio del Pontefice nelle iniziative anti-turche di Carlo V.
Questo patto precedette di qualche mese la pace di Cambrai (tra Francesco I di Valois e Carlo V) e di circa otto mesi l'incoronazione solenne dell'Imperatore a Bologna ed il relativo Congresso che pose le basi per l'esecuzione di questo trattato di pace.